# ボーター・サプレッション

投票ブースに並ぶ投票者たち。アメリカ合衆国、1945年。

ボーター・サプレッション（英語: voter suppression）は、特定のグループの人々が投票する意欲を失わせたり妨害したりする戦術である。政治的キャンペーンとは異なる。政治的キャンペーンが投票行動を変化させるための手段は、妨害ではなく、説得や組織化を通じて潜在的な有権者の意見を変えたり、それまで活動していなかった有権者を活性化させたり、新しい支持者を獲得したりするなどである。それに対して、ボーター・サプレッションは、特定の有権者の投票率を下げることで優位に立とうとするものである。ボーター・サプレッションは権威主義に関係する反民主的な戦術である。
ボーター・サプレッションの戦術は多岐にわたり、有権者の疲労を増大させる選挙疲れから、有権者候補者に対する脅迫や有権者候補への加害まで様々な種類がある。

## 影響
「ボーター・サプレッション（voter suppression）」という用語は、選挙で有権者の意志が反映されないことで生じる害を軽視しているという意見もあり、票が投じられなかったことが永続的である点を考慮した「投票破壊（vote destruction）」などの用語が必要だという主張もある。投票権のある人々の投票が困難になることで、選挙疲れが引き起こされる可能性がある。有権者の割合が歪むと、集団的知性とそれがもたらす意思決定の利益を危険に晒すことになる。ボーター・サプレッションは意図的なものとは限らない。有権者の投票率を分析することで、特定の状況下での累積的なボーター・サプレッションの影響を部分的に研究することができるが、選挙の転覆、ゲリマンダー（選挙区の不当な区割り）、汚職などの他の手段は、必ずしも投票率の指標で捉えられるとは限らない。さらに、実際には不正選挙が極めて稀な場合であっても、投票を抑制することになる一部の規則が投票を無効にする口実として利用される恐れもある。

## 関連資料
発行年順。
- Hasen, Richard L (2012) (英語) (電子書籍). The fraudulent fraud squad : Understanding the Battle over Voter ID: A Sneak Preview from "The Voting Wars: from Florida 2000 to the Next Election Meltdown. New Haven: Yale University Press. OCLC 1336195414
- (英語) Voting Wars : From Florida 2000 to the Next Election Meltdown. OCLC 956654681. ISBN 9780300184211, 0300184212　オンライン版、256頁。
  - “The voting wars: from Florida 2000 to the next election meltdown” (英語). Choice Reviews Online 50 (50-4117). (2013-03-01). doi:10.5860/CHOICE.50-4117. ISSN 0009-4978. OCLC 4959993343.
- Hasen, Richard L. (2020-02-04). Election Meltdown : Dirty Tricks, Distrust, and the Threat to American Democracy. Yale University Press. doi:10.2307/j.ctvw1d4ww.2. ISBN 978-0-300-25286-6
- Editorial Staff; YAMADA, Tomoko; MITANI, Meiko (2020-02-04). “Table of Contents”. Election Meltdown : Dirty Tricks, Distrust, and the Threat to American Democracy. 50. Prince Frederick (Md.): Kalorama. pp. vii-viii. doi:10.2307/j.ctvw1d4ww. ISSN 0445-2429. OCLC 8522990955.
  - 電子オーディオブックの目次  (英語) Election Meltdown : Dirty Tricks, Distrust, and the Threat to American Democracy (Unabridged ed.). Igaku Toshokan. (2003). pp. 232–251. doi:10.7142/igakutoshokan.50.232.
- Recorded Books, Inc, ed (2020) (英語) (電子書籍). Will he go? trump and the looming election meltdown in 2020. New York: Twelve. OCLC 1155513220. ISBN 9781538702376, 9781538751879, 1538702371, 1538751879 2025年2月18日閲覧。　オンライン版